# Stop Draggin’ My Heart Around
Stop Draggin’ My Heart Around – piosenka z 1981 roku nagrana przez Stevie Nicks i zespół Tom Petty and the Heartbreakers, którą wydano na jej debiutanckim singlu promującym album Bella Donna (1981). Utwór jest jedyną kompozycją z albumu, której amerykańska piosenkarka nie napisała lub współtworzyła.

## Historia
Pierwotnie piosenka miała być wykonana przez Toma Petty'ego i jego zespół The Heartbreakers, z którym pracował ówczesny producent Nicks, Jimmy Iovine. Zaproponował piosenkarce wykonanie partii wokalnych podczas sesji nagraniowych do tego utworu. Petty śpiewał gościnnie razem z Nicks w refrenie i łączniku piosenki, a jego zespół (oprócz basisty Rona Blaira, którego na nagraniu zastąpił Donald „Duck” Dunn) zagrał na instrumentach. 

## Teledysk
Film przedstawiający wykonanie piosenki w studiu został zarejestrowany i wykorzystany jako wideoklip promocyjny do piosenki. Był to 25. teledysk zagrany w pierwszy dzień działalności amerykańskiej stacji muzycznej MTV (1 sierpnia 1981). 

## Listy przebojów
Singiel z piosenką dotarł do 3. miejsca na Hot 100, głównej amerykańskiej liście przebojów branżowego pisma „Billboard” (6 tygodni). W Wielkiej Brytanii wydawnictwo znalazło się na 50. pozycji głównej listy przebojów UK Singles Chart.